# Przemysław Witek (polityk)
Przemysław Jarosław Witek (ur. 16 marca 1978 w Lublińcu) – polski polityk i urzędnik państwowy, poseł na Sejm X kadencji.

## Życiorys
Absolwent Wydziału Nauk Przyrodniczych Uniwersytetu Wrocławskiego, na którym uzyskał licencjat (2002) i magisterium (2006). Odbył aplikację kontrolerską w Najwyższej Izby Kontroli oraz studia podyplomowe z audytu wewnętrznego i kontroli wewnętrznej w Polskiej Akademii Nauk. Zawodowo związany z administracją publiczną. Pracownik Najwyższej Izby Kontroli, objął stanowisko głównego specjalisty kontroli państwowej. Był też rzecznikiem prasowym Delegatury NIK w Katowicach.
W wyborach parlamentarnych w 2023 uzyskał mandat posła X kadencji, kandydując z 6. miejsca na liście Koalicji Obywatelskiej w okręgu częstochowskim i otrzymując 5121 głosów. Zasiadł w Komisji do Spraw Kontroli Państwowej, Komisji Sprawiedliwości i Praw Człowieka, Komisji Infrastruktury oraz komisji śledczej ds. afery wizowej Przystąpił do Platformy Obywatelskiej. W 2024 z ramienia KO kandydował w wyborach do Parlamentu Europejskiego z okręgu nr 11.
W maju 2025 w jednym z programów publicystycznych na pytanie, czy Rafał Trzaskowski podpisze postulat Sławomira Mentzena dotyczący niewprowadzania nowych podatków (należący do postulatów, które ten przedstawił kandydatom przed drugą turą wyborów prezydenckich), odpowiedział: Cóż szkodzi obiecać, dodając po chwili: To taki żarcik. Wypowiedź ta była szeroko komentowana i stała się przedmiotem krytyki. Za swoje słowa został na trzy miesiące zawieszony w prawach członka klubu Koalicji Obywatelskiej oraz otrzymał zakaz wypowiadania się w mediach.

## Życie prywatne
Syn Fryderyka i Barbary. Żonaty z Mariolą, ma troje dzieci.

## Wyniki w wyborach ogólnopolskich
| Wybory | Komitet wyborczy                | Komitet wyborczy     | Organ           | Okręg        | Wynik        |
| ------ | ------------------------------- | -------------------- | --------------- | ------------ | ------------ |
| 2023   |                                 | Koalicja Obywatelska | Sejm X kadencji | nr 28        | 5121 (1,58%) |
| 2024   | Parlament Europejski X kadencji | Koalicja Obywatelska | nr 11           | 2841 (0,21%) |              |